# Mycetophila disparata
Mycetophila disparata är en tvåvingeart som beskrevs av Eberhard Plassmann och Schacht 1990. Mycetophila disparata ingår i släktet Mycetophila och familjen svampmyggor.
Artens utbredningsområde är Spanien. Inga underarter finns listade i Catalogue of Life.